# .pw
.pw is het achtervoegsel van domeinen van websites uit Palau. Het domein wordt echter vooral gebruikt als domein voor persoonlijke e-mailadressen. De registrator heeft de voorwaarden zodanig beschreven dat ze net zo bruikbaar zijn als de .name-extensie. Voorbeeld: john.smith.pw, met een corresponderend e-mailadres als john@smith.pw.
De extensie ".pw" wordt door malafide personen ook gebruikt voor phishing (het afhandig maken door valse afzenders van banktegoeden d.m.v. aan te klikken links in e-mails). Voorbeeld: xxx@bankmaili.pw.
Verder wordt het domein nauwelijks gebruikt.